# Xyleus camposi
Xyleus camposi is een rechtvleugelig insect uit de familie Romaleidae. De wetenschappelijke naam van deze soort is voor het eerst geldig gepubliceerd in 1909 door Bolívar. De soort komt onder andere voor in Brazilië en Peru. 